# Вірменія на зимових Олімпійських іграх 2010

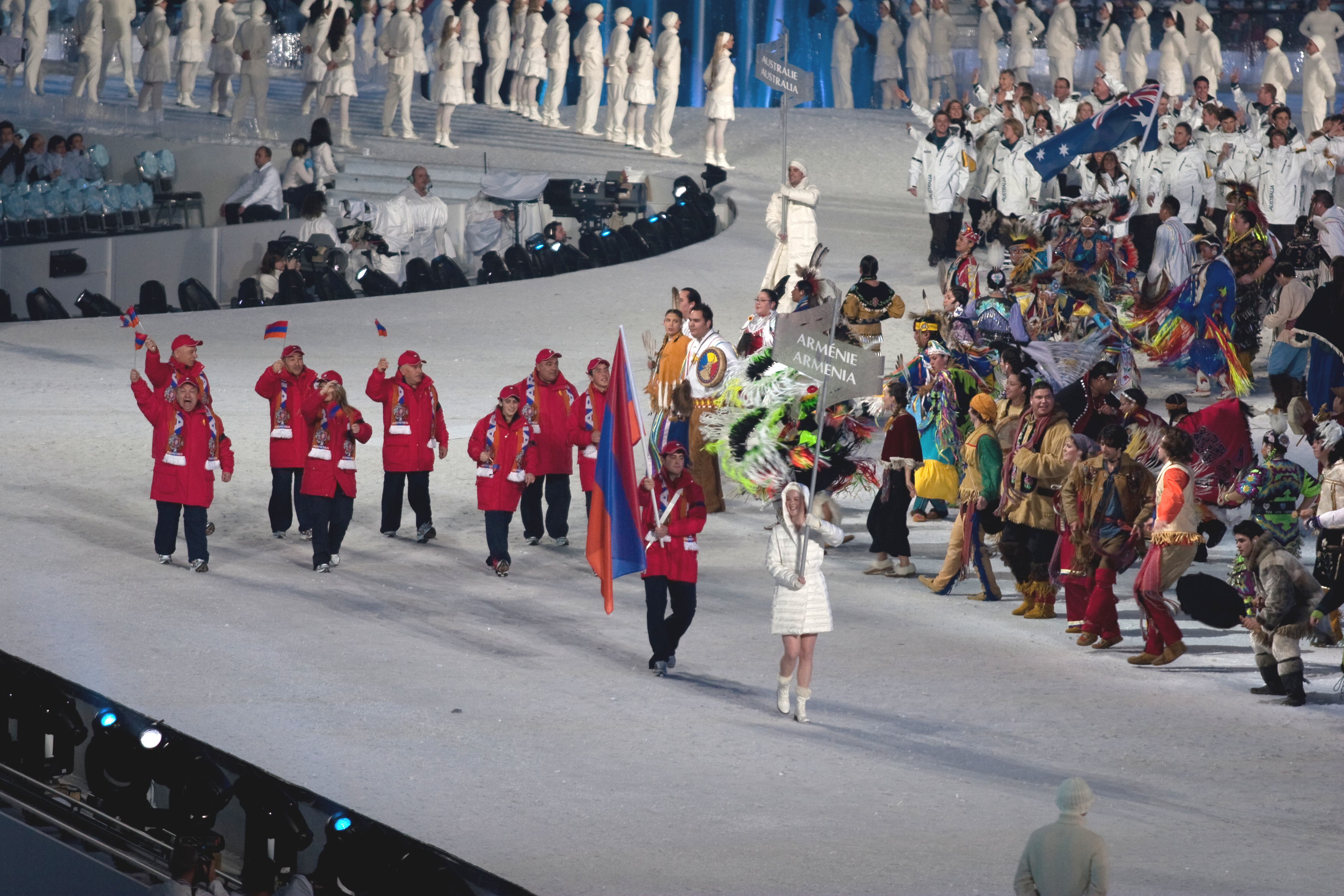
Збірна Вірменії під час Параду націй на церемонії відкриття Олімпіади

Вірменія на зимових Олімпійських іграх 2010 представлена 4 спортсменами у 2 видах спорту. Для Вырменыъ це були п'яті зимові Олімпійські ігри.

## Результати змагань

### Лижні види спорту

#### Гірськолижний спорт
Чоловіки
| Змагання      | Спортсмени     | 1 спуск | 2 спуск | Всього | Місце |
| ------------- | -------------- | ------- | ------- | ------ | ----- |
| Слалом-гігант | Арсен Нерсисян | DNF     | —       | —      | —     |
| Слалом        | Арсен Нерсисян | DSQ     | —       | —      | —     |

Жінки
| Змагання      | Спортсмени              | 1 спуск | 2 спуск | Всього | Місце |
| ------------- | ----------------------- | ------- | ------- | ------ | ----- |
| Слалом-гігант | Ані-Матільда Серебракян | DNF     | —       | —      | —     |
| Слалом        | Ані-Матільда Серебракян | DSQ     | —       | —      | —     |

#### Лижні гонки
Чоловіки
Дистанція
| Змагання             | Спортсмен       | Результат | Місце |
| -------------------- | --------------- | --------- | ----- |
| 15 км вільним стилем | Сергій Мікаєлян | 37:58,9   | 70    |

Жінки
Дистанція
| Змагання            | Спортсмени        | Результат | Місце |
| ------------------- | ----------------- | --------- | ----- |
| Індивідуальна гонка | Христине Хачатрян | 34:17,5   | 75    |